# 浦谷千恵
浦谷 千恵（うらたに ちえ、女性、5月31日 - ）は、日本のアニメ監督、アニメーター・キャラクターデザイナー。夫は片渕須直。

## 経歴
テレコム・アニメーションフィルムに務めた後、世界名作劇場作品及びSTUDIO 4℃、マッドハウス、MAPPAにて活動。

## 主な作品リスト

### テレビアニメ
- 名探偵ホームズ 原画 (eps 4, 9) 1985年
- The Blinkins: The Bear and the Blizzard 作画監督 1986年[1]
- 愛の若草物語 - 原画 (eps 3, 5, 7, 9, 12, 16, 20, 24, 28, 32, 36, 40, 44, 48) 1987年
- 楽しいムーミン一家 - 原画 (eps 6, 55, 61, 67) 1991年
- 七つの海のティコ - 原画 (eps 9, 13, 18, 24, 28, 32, 36) 1994年
- ロミオの青い空 - 原画  (eps 1, 4, 9, 12, 16, 19, 22, 25, 28, 32, 33) 1995年
- 名犬ラッシー - 原画 (eps 3, 4, 5, 7, 9, 12, 17, 21, 25) 1996年
- BLACK LAGOON The Second Barrage - 作画監督 (eps 13, 17, 18, 19, 23, 24), 原画 (ep 24)  2006年

### OVA
- BLACK LAGOON Roberta's Blood Trail - 作画監督(eps 25, 27, 28), 絵コンテ・演出 (ep 29)  2011年
- 土方歳三 白の軌跡 - 監督・キャラクターデザイン・作画監督・絵コンテ 2004年

### アニメ映画
- 火の雨がふる - 原画 1988年
- 魔女の宅急便 - 原画 1989年
- うしろの正面だあれ - 作画監督補佐・原画  1991年
- MEMORIES - 原画 (『彼女の想いで』,『大砲の街』) 1995年
- アリーテ姫 - 画面構成・作画監督補　2001年
- マインド・ゲーム - 原画 2004年
- 鉄コン筋クリート - 作画監督  2006年
- マイマイ新子と千年の魔法 - 画面構成・作画監督 2009年
- この世界の片隅に - 監督補・画面構成 2016年
- つるばみ色のなぎ子たち - 監督補[2]

### ゲーム
- エースコンバット04 シャッタードスカイ - 作画監督(アニメパート) 2001年

### その他
- 「花は咲く」NHKの復興支援テーマソングPV - ディレクター 2013年[3][4]